# Золотий м'яч та інші історії
«Золотий м'яч та інші розповіді» (англ. The Golden Ball and Other Stories) — збірка оповідань англійської письменниці Агати Крісті. Вперше опублікована у США видавництвом Dodd, Mead and Company у 1971 році. Збірка містить п'ятнадцять оповідань.

## Оповідання
- Таємниця Лістердейла (англ. The Listerdale Mystery)
- Дівчина у поїзді (англ. The Girl in the Train)
- Мужність Едварда Робінсона (англ. The Manhood of Edward Robinson)
- Джейн у пошуках роботи (англ. Jane in Search of a Job)
- Плідна неділя (англ. A Fruitful Sunday)
- Золотий м'яч (англ. The Golden Ball)
- Смарагд раджі (англ. The Rajah's Emerald)
- Лебедина пісня (англ. Swan Song)
- Гончак Смерті (англ. The Hound of Death)
- Циганка (англ. The Gypsy)
- Лампа (англ. The Lamp)
- Дивний випадок Сера Ендрю Кармайкла (англ. The Strange Case of Sir Andrew Carmichael)
- Поклик крил (англ. The Call of Wings)
- Цвіт магнолії (англ. Magnolia Blossom)
- Поруч із собакою (англ. Next to a Dog)